# Amadeo Giannini

Amadeo Pietro Giannini, né le 6 mai 1870 à San José en Californie et mort le 3 juin 1949 est le fondateur de l'établissement financier américain, la Bank of Italy, devenue plus tard la Bank of America.
Ses parents sont originaires de Favale di Malvaro près de Gênes en Ligurie.